# Quagmire’s Mom
Quagmire’s Mom («Мама Куагмира») — десятая серия тринадцатого сезона мультсериала «Гриффины». Премьерный показ состоялся 8 февраля 2015 года на канале FOX.

## Сюжет
Мег просит родителей дать ей денег для поездки на природу, тогда Лоис предлагает ей выписать банковский чек. Но Питер, как всегда, упрямится: он сам хочет выписать чек, но тут выясняется, что вместо чековой книжки у Питера обычный блокнот. Тогда он уговаривает Лоис открыть ему банковский чековый аккаунт. Уже в банке при проверке документов выясняется, что настоящее имя Питера — Джастин Питер Гриффин. Питер решает сменить свой стиль, начинает одеваться, выдавая себя за совсем молодого человека, использовать в речи молодёжный сленг. После того, как новоиспеченный Джастин устраивает в доме шумную дискотеку, Лоис в ярости выгоняет всех из дому и заставляет Питера перестать так себя вести.
На недавней вечеринке Гленн знакомится с молодой девушкой и проводит с ней ночь. Уже наутро выясняется, что ей нет 18 лет, в дом вламывается Джо с полицией и арестовывает Гленна за растление несовершеннолетней. Грядёт суд, на котором Гленна хотят приговорить к 20 годам лишения свободы. Куагмир раскаивается перед судом: он говорит, что причина его сексуально-девиантного поведения кроется в его воспитании собственной матерью, которая переспала со многими мужчинами и даже с его одноклассниками, из-за чего Гленн не получил должного образования и постоянно наблюдал дурное влияние своей матери. Но суд непреклонен: 20 лет за решеткой. В зал суда врывается мать Куагмира, Кристал, она убеждает суд в том, что стала верующей и обратилась к Богу за помощью. Кристал просит суд освободить Гленна, что у неё, однако, не получается: её сыну дано 24 часа на сборы.
Куагмир в бешенстве от того, что его мать советует ему обратиться к Богу за помощью, он упрекает её за то, что она не дала ему должного образования. Тогда Кристал решает взять ситуацию под свой контроль. Уже перед зданием тюрьмы появляется машина, из которой судья, застёгивая ширинку, кричит о том, что приговор изменён и Гленн свободен. Тут же из машины выходит мать Куагмира, которая сделала всё возможное для того, чтобы спасти своего сына. Вместе сын с мамой решают попробовать ещё раз стать семьёй. Питер говорит о том, что Гленн вновь ничему не научился.

## Рейтинги
- Рейтинг эпизода составил 1.4 среди возрастной группы 18—49 лет.
- Серию посмотрело порядка 2.81 миллиона человек.
- Серия стала первой по просматриваемости в тот вечер Animation Domination на канале FOX.[1]

## Критика
Представители родительской организации за цензуру на ТВ Parents Television Council, будучи жесткими критиками сериала на протяжении многих лет, обиделись на создателей сериала за использование шуток про растление несовершеннолетних и описание того, как Куагмир замораживал мочу для того, чтобы потом использовать её в сексуальном акте. Организация пожаловалась в Федеральную Комиссию по связи с иском о нарушении законов пристойности, ссылаясь на то, что контент подобного характера, противоречащий нормам морали, уже был обнаружен в сериале около десяти лет назад.